# Barry Rogliano Salles
Pour les articles homonymes, voir BRS.
 (décembre 2020).
Si vous disposez d'ouvrages ou d'articles de référence ou si vous connaissez des sites web de qualité traitant du thème abordé ici, merci de compléter l'article en donnant les références utiles à sa vérifiabilité et en les liant à la section « Notes et références ».
Barry Rogliano Salles (BRS) est le premier courtier maritime français et figure parmi les dix premiers courtiers maritimes mondiaux derrière le leader mondial, le britannique Clarkson (en).

## Historique
La société est née de la fusion des charges de courtiers maritimes à Marseille de :
- Jules Barry (1839-1899), fils d’un négociant achète en 1856 une charge de courtier maritime grâce à un prêt de l’armateur marseillais Cyprien Fabre. Ses deux fils Fernand Barry (1860-1932) et Francis (1863-1929) prendront sa succession et ouvriront dès 1924 un bureau à Paris. Francis fut le premier à réaliser la vente d’un navire sans passer par la place de Londres. Il fut consul du Japon. Son gendre Raymond Jourdan qui ajouta à son nom celui de Barry, reprit les charges de son beau-père et de son oncle par alliance.
- Jean-Drausin Salles (1835-1904) achète une charge de courtier en 1856 et devient syndic en 1874 de la compagnie des courtiers interprètes et conducteurs de navires et des courtiers d’assurances près la bourse de Marseille. Son fils Eugène ‘1860-1929) lui succéda mais s’étant associé dans une compagnie maritime il fut ruiné par le naufrage en 1901 de la Lucya dans l’entrée du détroit de Bonifacio son associé ayant omis d’assurer le navire. Son fils Edmond (1897-1973) lui succéda et s'installa à Paris en 1919. C’est en 1934 par l’association d’Edmond que fut créée la société Barry Rogliano Salles. Pendant la Seconde Guerre mondiale, Edmond renseigna Londres sur les mouvements des navires ennemis. Il fut emprisonné et torturé.
- Marcel Rogliano (1893-1962) Il fut d’abord fonctionnaire et fut successivement bras droit d’Abraham Schrameck, chef de cabinet du préfet de police de Paris puis son chef de cabinet à Madagascar lorsqu’il fut nommé gouverneur général. En 1919, Marcel Rogliano achète une charge de courtier. Ses deux fils Georges qui acheta la charge d’Edmond Salles et Max lui succéderont.

À la fin de la Seconde Guerre mondiale le groupe va structurer son activité à travers trois filiales BRS Ventes, BRS Affrètements et Petromar.
À partir des années 1970, le groupe ouvre différents bureaux à l'international : Londres, Espagne, Croatie, Dubai, Chine.
En 1988, les actionnaires familiaux historiques cédèrent le groupe aux salariés via un RES.

### Fusion de 2016/2017
Le 25 décembre 2016 La Société holding de Participation Maritime (en abrégé SHPM) Société par action simplifiée au capital de 1 975 506 euros Siège social : 11, boulevard Jean Mermoz 92200 Neuilly-sur-Seine 399 070 820 absorbe la société Barry Rogliano Salles Société par actions simplifiée au capital de 325 500 euros Siège social : 11, boulevard Jean Mermoz 92200 Neuilly-sur-Seine.
La société absorbante change de dénomination pour celle de Barry Rogliano Salles.

## Activité
Elle s'exerce principalement dans trois domaines :
- courtage sur le fret entre armateurs et affréteurs
- négociation auprès des chantiers navals pour le compte d'armateurs
- revente de bateaux d'occasion.

La société, comme les autres courtiers, s'est lancée dans la vente de produits dérivés sur le transport maritime.
Elle publie chaque année en mars un rapport annuel d'analyse de l'activité du transport maritime et de la construction navale qui fait référence dans la communauté maritime